# Zincocromita
La zincocromita és un mineral de la classe dels òxids, que pertany al grup de l'espinel·la. Rep aquest nom per ser l'anàleg amb zinc de la cromita.

## Característiques
La zincocromita és un òxid de fórmula química ZnCr₂O₄. Cristal·litza en el sistema isomètric. Forma cristalls euèdrics, mostrant seccions hexagonals de dodecàedres, de fins a 50μm, fortament zonats. La seva duresa a l'escala de Mohs oscil·la entre 5,5 i 6.
Segons la classificació de Nickel-Strunz, la zincocromita pertany a «04.BB: Òxids amb proporció Metall:Oxigen = 3:4 i similars, amb només cations de mida mitja» juntament amb els següents minerals: cromita, cocromita, coulsonita, cuprospinel·la, filipstadita, franklinita, gahnita, galaxita, hercynita, jacobsita, manganocromita, magnesiocoulsonita, magnesiocromita, magnesioferrita, magnetita, nicromita, qandilita, espinel·la, trevorita, ulvöspinel·la, vuorelainenita, hausmannita, hetaerolita, hidrohetaerolita, iwakiïta, maghemita, titanomaghemita, tegengrenita i xieïta.

## Formació i jaciments
Es troba substituint aegirina cròmica en metasomatismes micàcis. Va ser descoberta l'any 1986 a la mina Srednyaya Padma, al dipòsit d'urani i vanadi de Velikaya Guba, a la península de Zaonezhie (Carèlia, Rússia). També ha estat descrita a Dolo Hill (Nova Gal·les del Sud, Austràlia), a la mina Tarkwa (Ghana), al dipòsit de pal·ladi i or de Chudnoe (Komi, Rússia) i als placers de Quebrada Grande (Bolívar, Veneçuela). Sol trobar-se associada a quars i aegirina.